# Koninklijke Hollandsche Lloyd

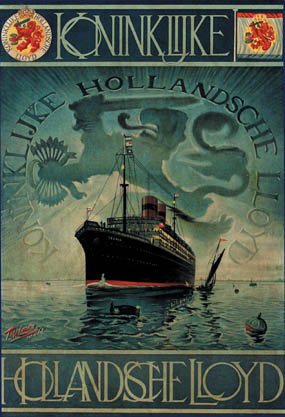
Affiche de 1913 pour la Koninklijke Hollandsche Lloyd réalisée par Tiete van der Laars.

La Koninklijke Hollandsche Lloyd fut une compagnie maritime basée à Amsterdam qui fut active entre 1899 et 1981. Elle avait son siège dans l'hôtel Lloyd, dans quartier de l'Oostelijk Havengebied.

## Source de la traduction
- (nl) Cet article est partiellement ou en totalité issu de l’article de Wikipédia en néerlandais intitulé « Koninklijke Hollandsche Lloyd » (voir la liste des auteurs).